# Château d'Olivet
Pour les articles homonymes, voir Olivet.
Le château d'Olivet est un ancien château de terre et de bois, ou motte castrale, de la première moitié du XIe siècle, dont les vestiges se dressent dans la forêt de Grimbosq sur le territoire de la commune française de Grimbosq, dans le département du Calvados, en région Normandie.
Les vestiges du château sont inscrit au titre des monuments historiques.

## Localisation
Le château d'Olivet est situé dans le Cinglais, dans la forêt de Grimbosq est à proximité de la campagne de Mutrécy, au confluent de deux ruisseaux, le ruisseau du Coupe-Gorge et le ruisseau de la Grande Vallée, à l'extrémité d'un éperon rocheux ayant vue sur l'Orne. Avant les défrichements[Quand ?], la forêt de Grimbosq faisait partie, avec la forêt de Cinglais, d'un grand massif forestier. L'intérêt stratégique de ce lieu consistait à contrôler le franchissement du fleuve. Le village était établi à quelques kilomètres de l'endroit où les habitants exploitaient les terres défrichées.

## Historique
Dans la première moitié du XIe siècle, le château est la propriété d'Erneis Taisson, fils cadet de Raoul Taisson, dit l'Angevin car venu d'Anjou pour des terres données par le duc de Normandie. Erneis est en guerre ouverte avec son frère aîné, Raoul II Taisson (« taisson » signifiant « blaireau », terme conservé en héraldique), seigneur de Mutrécy, le village voisin. Raoul II, seigneur de Thury-Harcourt, est le plus connu car, en 1046, il se joint aux barons révoltés contre le duc de Normandie Guillaume le Bastard. Ce conflit fratricide est fréquent en Normandie pendant la période de la minorité de Guillaume. D'après Wace, Raoul, que l'auteur appelle « Raoul de Cinglais », se rallie au duc Guillaume lors de bataille de Val-ès-Dunes, le 10 août 1047, après avoir considéré les forces en présence. 
L’occupation du château cesse au XIIe siècle à l’exception de la basse-cour sud qui est abandonnée au milieu du XIIIe siècle.
Au XIVe siècle, le domaine d'Olivet est érigé en baronnie par la famille de Tournebu. En 1606, une fille de Pierre d'Harcourt épouse un membre de la famille de La Marzelière, qui prend ensuite le titre de châtelain d'Olivet. Le château est abandonné mais l’importance symbolique du site se manifeste jusqu’au XVIIe siècle.

## Description
Le site d'Olivet, fouillé de 1975 à 1978 sous la direction de Michel de Boüard et de Joseph Decaëns, comprend une motte centrale et deux basses-cours, une au nord, étroite, à l'extrémité de l'éperon et une au sud, plus large, cernées par un fossé, édifiés dans la première moitié du XIe siècle.
L'étude archéologique du site a montré qu'une tentative de défrichement a été effectuée afin de permettre aux paysans du village voisin d'exploiter les terres ainsi libérées. La fortification est composée de trois parties :
1. Une motte étroite supportant une tour-beffroi servant au guet.
2. Au nord, une basse-cour dite noble qui comprenait des bâtiments sur soubassement de pierre, comme le logis seigneurial, la cuisine[note 1] et la chapelle, dite Saint-André-d'Olivet[12].
3. Au sud, une basse-cour dite utilitaire qui accueillait une forge[13] et probablement une écurie.

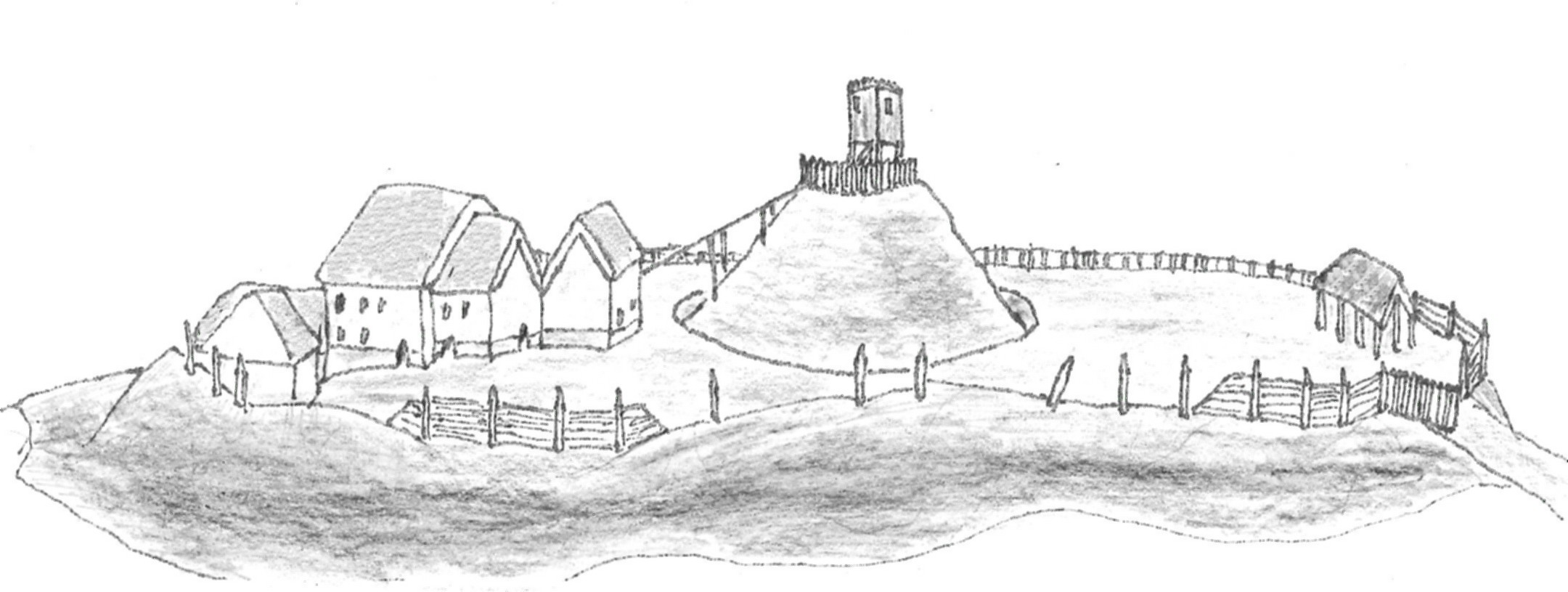
Reconstitution.

Lors des fouilles les archéologues ont mis au jour des éléments évoquant une présence aristocratique : éperons, pointes de flèches, pions de trictrac, hochets d'enfant en poterie vernissée. À leurs suite, des travaux de sauvegarde ont été entrepris. Les murs de pierre sèche ont été consolidés et des pièces de bois disposées aux emplacements de l'ossature intérieure du logis seigneurial. Un panneau explicatif et une table d'orientation facilitent la lecture du site.

## Protection
Les vestiges du château sont inscrits au titre des monuments historiques par arrêté du 21 juillet 1988. La protection du site est caractéristique de la récente reconnaissance archéologique dont bénéficient les mottes castrales du haut Moyen Âge.

## Visite
Inséré au milieu d'une forêt à vocation de loisir, le site est facilement accessible, librement et toute l'année, à partir du parking du Chêne Guillot, situé à quelques centaines de mètres sur la route départementale RD 257.